# Clássico de Entre Rios
Clássico de Entre Rios ou Clássico Entrerriano (Clásico de Entre Ríos ou Clásico Entrerriano em castelhano) é como denomina-se o confronto entre as duas equipes de futebol mais importantes da província de Entre Rios, na Argentina: Gimnasia y Esgrima de Concepción del Uruguay e Patronato de Paraná.
Pertencentes a ligas distintas, ambas as equipes começaram a se enfrentar em 1978 pelos classificatórios regionais aos torneios nacionais da Primeira Divisão, e continuaram se encontrando nas divisões de acesso organizadas pelo Conselho Federal da Associação do Futebol Argentino.
Somente o Patronato chegou a participar da Primeira Divisão, no Campeonato Nacional de 1978. Por sua parte, o pico da história do Gimnasia foi na Primeira B Nacional de 2001-02, quando perdeu duas possibilidades de acesso à Primeira Divisão (a final com Arsenal e a promoção com Unión).
Atualmente o Gimnasia participa do Torneio Argentino A (equivalente à Terceira Divisão) enquanto que Patronato subiu recentemente à Primeira B Nacional (Segunda Divisão).
Cabe destacar que a rivalidade entre ambos começou nos anos 1980, já que o clássico local do Patronato é com o Atlético Paraná e o de Gimnasia y Esgrima é com o Atlético Uruguay.

## Histórico de confrontos
O primeiro confronto ocorreu em 1978 pelo Torneio Regional (classificatório ao Torneio Nacional). Ocorreu em 19 de fevereiro desse ano, com vitória do Patronato como visitante por 5 a 4. Uma semana depois ocorreu a revanche, que teve nova vitória da equipe paranaense, dessa vez como mandante, por 1 a 0.
O primeiro triunfo do Gimnasia ocorreu no terceiro jogo, como mandante, em 4 de novembro de 1984.
Logo continuariam encontrando-se esporadicamente na disputa dos velhos torneios do Interior e do Torneio Argentino A. Em 1998 começaria uma pausa nos confrontos pelo acesso do Gimnasia à Primeira B Nacional, que se prolongaria por dez anos por causa do posterior descenso do Patronato ao Torneio Argentino B. Em 2008 e 2009 voltaram a encontrar-se no mesmo grupo, assegurando quatro partidas em cada temporada.
| Data       | Torneio     | Local     | Resultado | Visitante |
| ---------- | ----------- | --------- | --------- | --------- |
| 19/02/1978 | Regional    | Gimnasia  | 4-5       | Patronato |
| 26/02/1978 | Regional    | Patronato | 1-0       | Gimnasia  |
| 04/11/1984 | Regional    | Gimnasia  | 2-0       | Patronato |
| 24/11/1984 | Regional    | Patronato | 1-0       | Gimnasia  |
| 10/12/1989 | Interior    | Gimnasia  | 1-0       | Patronato |
| 17/12/1989 | Interior    | Patronato | 3-1       | Gimnasia  |
| 18/02/1990 | Interior    | Gimnasia  | 1-0       | Patronato |
| 25/02/1990 | Interior    | Patronato | 1-2       | Gimnasia  |
| 25/11/1990 | Interior    | Patronato | 0-0       | Gimnasia  |
| 02/12/1990 | Interior    | Gimnasia  | 1-1       | Patronato |
| 09/02/1994 | Interior    | Gimnasia  | 5-2       | Patronato |
| 06/03/1994 | Interior    | Patronato | 2-1       | Gimnasia  |
| 15/01/1995 | Interior    | Patronato | 1-1       | Gimnasia  |
| 05/02/1995 | Interior    | Gimnasia  | 2-3       | Patronato |
| 05/11/1995 | Argentino A | Patronato | 0-0       | Gimnasia  |
| 17/12/1995 | Argentino A | Gimnasia  | 2-1       | Patronato |
| 28/07/1996 | Argentino A | Patronato | 1-2       | Gimnasia  |
| 04/08/1996 | Argentino A | Gimnasia  | 2-1       | Patronato |
| 14/12/1997 | Argentino A | Gimnasia  | 2-1       | Patronato |
| 15/03/1998 | Argentino A | Patronato | 1-0       | Gimnasia  |
| 31/05/1998 | Argentino A | Patronato | 0-0       | Gimnasia  |
| 05/07/1998 | Argentino A | Gimnasia  | 0-0       | Patronato |
| 31/08/2008 | Argentino A | Gimnasia  | 0-0       | Patronato |
| 26/10/2008 | Argentino A | Patronato | 4-3       | Gimnasia  |
| 19/01/2009 | Argentino A | Gimnasia  | 2-0       | Patronato |
| 15/03/2009 | Argentino A | Patronato | 1-2       | Gimnasia  |
| 27/09/2009 | Argentino A | Patronato | 1-0       | Gimnasia  |

## Retrospecto
- Geral: 11 vitórias para Gimnasia (36 gols), 9 para Patronato (31 gols) e 7 empates.
- Gimnasia como mandante: 8 vitórias para Gimnasia (24 gols), 2 para Patronato (14 gols) e 3 empates.
- Patronato como mandante: 3 vitórias para Gimnasia (12 gols), 7 para Patronato (17 gols) e 4 empates.

Maiores tabus
- Como mandante:
  - Sem perder: Gimnasia 6 partidas (1995-2009), Patronato, 4 partidas (1990-1995)
  - Vencendo: Gimnasia 4 partidas (1994-1997), Patronato 3 partidas (1978-1989)
- Como visitante:
  - Sem perder: Gimnasia 3 partidas (1995-1996), Patronato 2 partidas (1998-2008)
  - Vencendo: Gimnasia 1 partida (1990, 1996 e 2009), Patronato 1 partida (1978 e 1995)
- Geral:
  - Sem perder: Gimnasia 5 partidas (1990-1994 e 1995-1997), Patronato 5 partidas (1998-2008)
  - Vencendo: Gimnasia 4 partidas (1995-1997), Patronato 2 partidas (1978)